# مجلس الزكاة (باكستان)
مجالس الزكاة هي مجالس مسؤولة عن جمع وتوزيع الزكاة والعشور في باكستان. وتشرف وزارة الشؤون الدينية على هذه المجالس، بدأ نظام التجميع والتوزيع الإلزامي للزكاة والعشور عام 1980، بمرسوم أصدره الرئيس محمد ضياء الحق يدعو إلى خصم 2.5٪ سنويًا من الحسابات المصرفية الشخصية في اليوم الأول من رمضان مع توزيع الزكاة للتخفيف من حدة الفقر.

## روابط خارجية
- إدارة الزكاة والعشور، حكومة البنجاب، باكستان نسخة محفوظة 18 ديسمبر 2014 على موقع واي باك مشين.